# Santuario di Nostra Signora della Guardia (Crocefieschi)
Il santuario di Nostra Signora della Guardia è un luogo di culto cattolico situato nel comune di Crocefieschi, in via alla Rocca, nella città metropolitana di Genova.

## Storia e descrizione

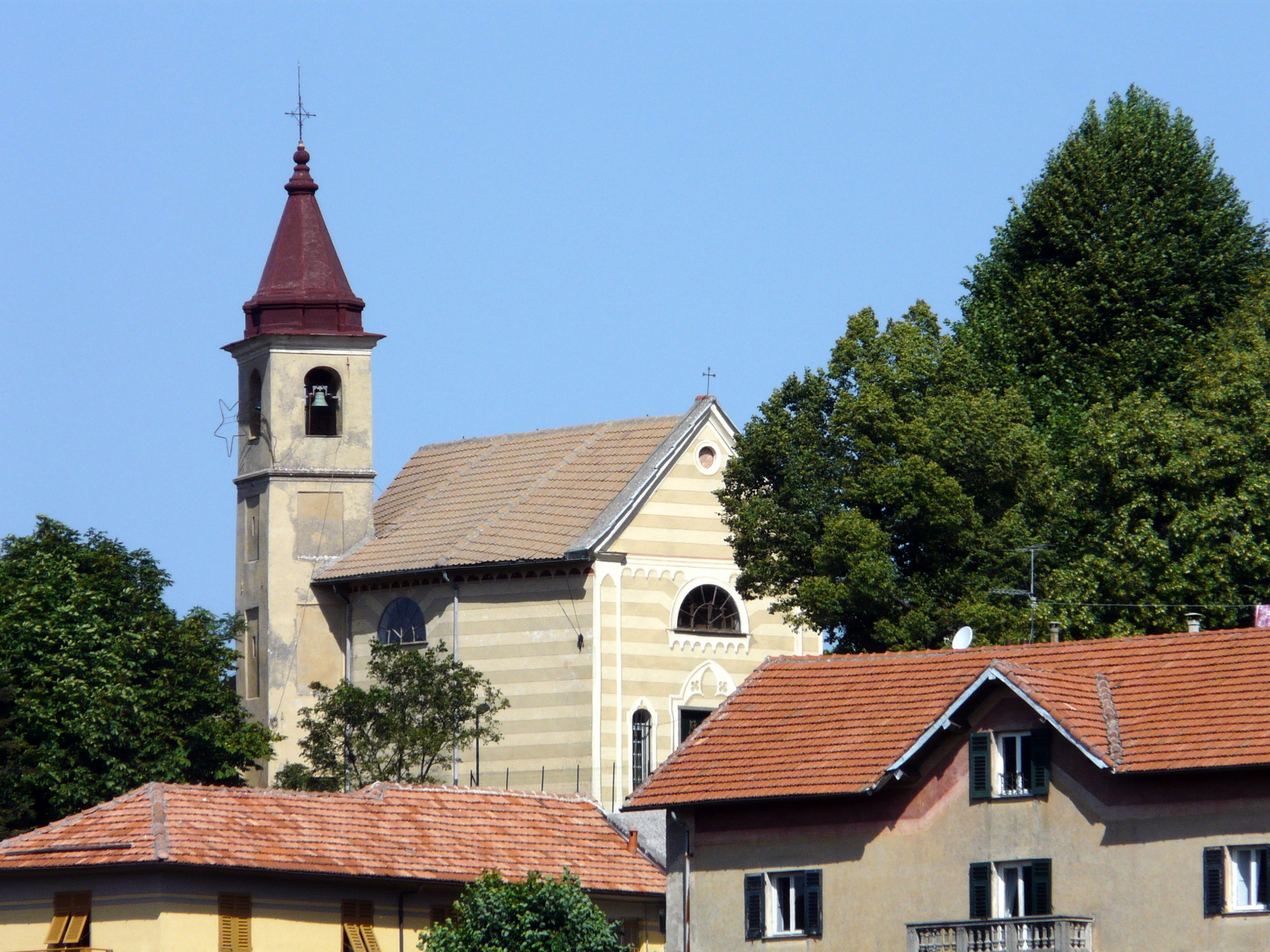
Il santuario dal nucleo urbano.

Distante all'incirca cinquecento metri dal paese, ed edificato su un poggio, il santuario fu eretto nel 1854 a seguito del voto fatto dalla popolazione per scongiurare l'avanzata di un'epidemia del colera. La chiesa fu ristrutturata e ampliata trent'anni dopo, nel 1884.
Il campanile fu parzialmente ricostruito dopo i danni causati da un fulmine negli anni trenta del Novecento che ne aveva distrutto la cuspide. All'inizio degli anni 1970 fu rifatta la copertura in tegole marsigliesi e restaurata la struttura in legno, mentre nella prima parte degli anni 1980 il santuario fu restaurato con esecuzione di nuovi affreschi.

## Descrizione
La struttura è prevalentemente in pietra, con laterizi a consolidamento dei tratti strutturali.
La facciata è a capanna, con motivo a fasce. Al centro è simmetricamente collocato l'ingresso con due monofore laterali e un'apertura centrale decorativa semicircolare. Sul lato sinistro della struttura svetta il campanile, con cuspide ottagonale e pianta quadrata. La navata è poligonale con copertura a botte su due volte e a vela su una.
La pavimentazione è in marmo rosa nella parte centrale, mentre lateralmente e nel presbitero è a scacchiera con marmo rosa e bianco.
Alle pareti sono esposti in sei bacheche i numerosi ex voto donati dai fedeli per grazie ricevute.